# Arma 3
Arma 3 (nazwa stylizowana: ArmA III) – taktyczna strzelanka pierwszoosobowa będąca kontynuacją wojskowego symulatora Arma 2, stworzonego i wydanego przez Bohemia Interactive Studio. Gra została wydana 12 września 2013.

## Fabuła
Akcja Arma III osadzona została w niedalekiej przyszłości (ok. 2035 rok). Gracz wciela się w kaprala Bena Kerry'ego. Po latach intensywnych działań wojennych na Bliskim Wschodzie, Europa staje się ostatnim bastionem dla osłabionych sił wojskowych NATO. Dowództwo Paktu upatruje szansy na zmianę sytuacji w desperackiej misji. Niewielkie wyspy Stratis i Altis na Morzu Śródziemnym (fikcyjne odpowiedniki wysp Limnos i Ajos Efstratios) skrywają militarny sekret, który może mieć kluczowe znaczenie dla losów toczącego się konfliktu w Europie. Zdesperowane siły sojuszu wyruszają za linię wroga, by odkryć ten sekret. Rozpoczyna się operacja o kryptonimie „Magnitude”. Po tych wydarzeniach następują akcje z dodatku Apex, rozgrywające się na Pacyfiku, w którym gracz wciela się w żołnierza jednostki CTRG (Combat Technology Research Group) stacjonującej na archipelagu wysp Tanoa.

## Odbiór gry
Gra spotkała się z mieszanymi reakcjami recenzentów, uzyskując średnią wynoszącą 74,87% według agregatora GameRankings oraz 74/100 według serwisu Metacritic.